# Armand Boisseau
Pour les articles homonymes, voir Boisseau (homonymie).

Armand Boisseau, né le 12 mai 1887 à Saint-Hyacinthe, Québec et mort le 18 septembre 1962 à Montréal, est un notaire et homme politique québécois.
Il est le député de Saint-Hyacinthe à l'Assemblée législative du Québec pour le Parti libéral de 1919 à 1922.